# Niet-toegeëigend gebied in Antarctica

Territoriale claims in Antarctica
Argentijnse claim
Australische claim
Chileense claim
Franse claim
Nieuw-Zeelandse claim
Noorse claim
Britse claim

Niet-toegeëigend gebied in Antarctica staat voor de gebieden in het continent Antarctica, die nooit geclaimd zijn door een of ander land. 
Het continent is niet politiek verdeeld, maar verschillende landen hebben in de eerste helft van de 20e eeuw verschillende sectoren, begrensd door meridianen, opgeëist, waardoor Antarctica als een soort ijstaart verdeeld is. Veruit de meeste landen met claims liggen dicht bij het continent: Argentinië, Australië, Chili, Nieuw-Zeeland en het Verenigd Koninkrijk (Falklandeilanden), Frankrijk (Franse Zuidelijke Gebieden) en Noorwegen (Bouvet). 
De overblijvende stukken van het continent kunnen worden beschouwd als niemandsland. In de media wordt er wel eens een claim gemaakt op het aangewezen niemandsland. Youtuber Pewdiepie heeft in één van zijn video's beweerd het niemandsland te claimen. Deze claim is onofficieel.